# Erick All
Erick All Jr. (Fairfield, 13 settembre 2000) è un giocatore di football americano statunitense che milita nel ruolo di tight end per i Cincinnati Bengals della National Football League (NFL).

## Carriera universitaria

### Michigan
All si impegnò verbalmente con l’ Università del Michigan nell’estate del 2018, dopo di che firmò la sua lettera di intenti nel dicembre 2018. Durante gli allenamenti primaverili si mise in luce con le sue prestazioni.
Nel 2019 All disputò 11 partite come tight end e negli special team. L'anno seguente disputò tutte le sei partite, ricevendo 12 passaggi per 82 yard.
Nel 2021 All ricevette 34 passaggi per 374 yard e 2 touchdown. Contro Michigan State ricevette 10 passaggi per 98 yard. Contro Penn State, malgrado un infortunio a una caviglia, segnò il touchdown da 47 yard della vittoria a 3 minuti e 29 secondi dal termine.
Nel 2022 All disputò solamente tre partite (con 3 ricezioni per 36 yard) prima di subire un infortunio alla schiena che richiese un intervento chirurgico. Il 5 dicembre 2022 annunciò la sua intenzione di cambiare istituto.

### Iowa
Il 14 dicembre All si trasferì ad Iowa. Con gli Hawkeyes disputò l’ultima stagione nel college football disputando tutte le prime sette partite come titolare, con 21 ricezioni per 299 yard e 3 touchdown, prima di infortunarsi e perdere tutto il resto dell'annata. 

## Carriera professionistica

### Cincinnati Bengals
All fu scelto nel corso del quarto giro (115º assoluto) del Draft NFL 2024 dai Cincinnati Bengals. Debuttò come professionista subentrando nella gara del primo turno contro i New England Patriots. La settimana successiva disputò la prima gara come titolare contro i Kansas City Chiefs ricevendo 4 passaggi per 32 yard. La sua prima stagione si chiuse con 20 ricezioni per 158 yard in 9 presenze, di cui 6 come titolare.